# Lake Rotoroa (Waitomo District)
Der Lake Rotoroa ist ein See im Waitomo District der Region Waikato auf der Nordinsel von Neuseeland.

## Geographie
Der Lake Rotoroa wird zu den drei miteinander verbundenen Dünenseen gezählt, die zusammen als Taharoa Lakes bezeichnet werden. Der See befindet sich zusammen mit dem Lake Numiti südsüdwestlich des Lake Taharoa, der Namensgeber der Seengruppe ist. Mit einem Abstand von rund 1,4 km zur Westküste der Nordinsel ist der Lake Rotoroa das südsüdwestlichste Gewässer von den drei Seen. Der Kawhia Harbour, als das bekanntestere Gewässer an der Westküste, ist rund 6,8 km nordöstlich zu finden. Mit einer Nord-Süd-Ausdehnung misst der See rund 930 m in der Länge und rund 395 m in seiner maximalen Breite. Bei einem Seeumfang von rund 2,36 km umfasst der Lake Rotoroa eine Fläche von 22,4 Hektar.
Der See besitzt an seiner südlichen Seite zwei kleine Zuflüsse und an seinem nördlichen Ende einen rund 30 m langen Abfluss in Richtung zum nordöstlich befindlichen Lake Numiti. Im südwestlichen Bereich des Lake Rotoroa ist eine kleine, rund 120 Quadratmeter große bewachsene Insel zu finden.

## Eisensandabbau
Nur wenige hundert Meter westlich, zwischen dem Lake Rotoroa, der sich im Besitz des Taharoa Lakes Trust befindet, und der Westküste, wird auf einer Fläche von knapp einem Quadratkilometer sowie weiter nördlich Eisensand abgebaut. Der Sand, der einen Gehalt an rund 57 % Eisen und rund 7,6 % Titandioxid besitzt, wurde auf ein Vorkommen von rund 300 Millionen Tonnen geschätzt.
Der Lake Rotoroa ist von dem Abbau nicht betroffen. Der Taharoa Lakes Trust, die angrenzenden Landbesitzern und das Department of Conservation (DOC) sorgen sich gemeinsam um die drei Seen, für die der Eintrag von Schadstoffen aus der Landwirtschaft das größere Problem ist.